# 埃米莉·贝克曼
埃米莉·贝克曼（丹麥語：Emilie Beckmann，1997年2月4日—），丹麦女子游泳运动员，2018年欧洲游泳锦标赛女子50米蝶泳和女子4×100米混合泳接力银牌得主、2020年欧洲游泳锦标赛女子50米蝶泳铜牌得主。